# Căn Hà
Căn Hà (tiếng Mông Cổ: ᠭᠡᠭᠡᠨ ᠭᠣᠤᠯ ᠬᠣᠲᠠ (Гэгээнгол хот), Gegeengol khot; tiếng Trung: 根河; bính âm: Gēnhé) là một thành phố cấp huyện của địa cấp thị Hulunbuir (Hô Luân Bối Nhĩ), nằm ở phía đông bắc khu tự trị Nội Mông Cổ, Trung Quốc.

## Địa lí và khí hậu

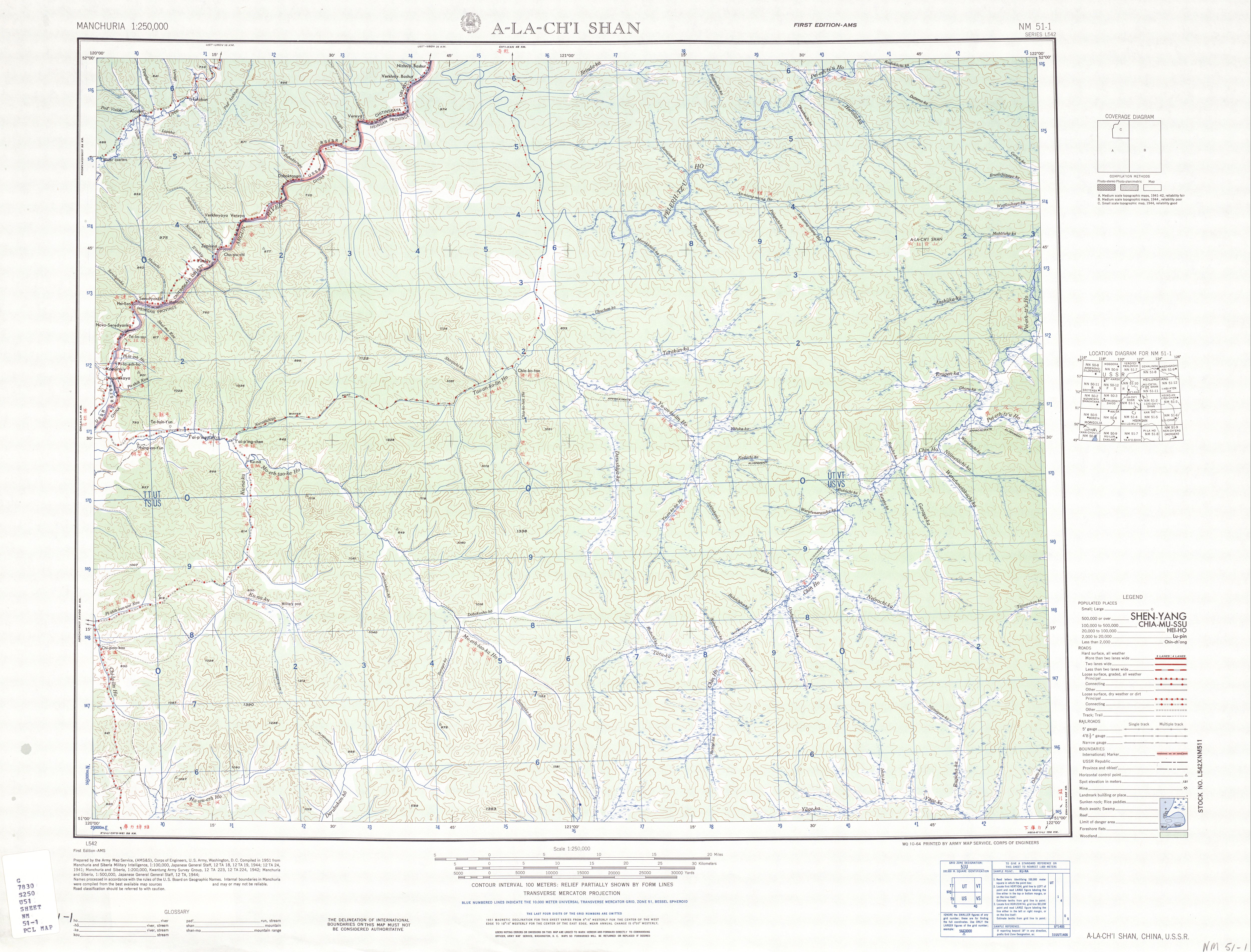
Núi Alaqi (được chú thích là A-LA-CH'I SHAN 阿拉齊山) (1951)

Căn Hà có khí hậu cận cực kèm ảnh hưởng của gió mùa (phân loại khí hậu Koppen: Dwc), khiến nó được xem là một trong những khu định cư lạnh nhất tại Trung Quốc. Nhiệt độ trung bình tại thành phố chỉ là −3,56 °C. Mùa đông ở Căn Hà kéo dài, cực kỳ giá lạnh, khắc nghiệt và cũng rất khô hanh. Mùa hè khá ngắn nhưng ấm áp và ẩm ướt hơn. Nhiệt độ trung bình tháng dao động từ −28,1 °C vào tháng Giêng cho đến 17,6 °C vào tháng 7. Hơn hai phần ba của lượng mưa 438 mm hàng năm chủ yếu phân bố từ tháng 6 đến tháng 8.
| Dữ liệu khí hậu của Căn Hà (1981–2010)     | Dữ liệu khí hậu của Căn Hà (1981–2010) | Dữ liệu khí hậu của Căn Hà (1981–2010) | Dữ liệu khí hậu của Căn Hà (1981–2010) | Dữ liệu khí hậu của Căn Hà (1981–2010) | Dữ liệu khí hậu của Căn Hà (1981–2010) | Dữ liệu khí hậu của Căn Hà (1981–2010) | Dữ liệu khí hậu của Căn Hà (1981–2010) | Dữ liệu khí hậu của Căn Hà (1981–2010) | Dữ liệu khí hậu của Căn Hà (1981–2010) | Dữ liệu khí hậu của Căn Hà (1981–2010) | Dữ liệu khí hậu của Căn Hà (1981–2010) | Dữ liệu khí hậu của Căn Hà (1981–2010) | Dữ liệu khí hậu của Căn Hà (1981–2010) |
| Tháng                                      | 1                                      | 2                                      | 3                                      | 4                                      | 5                                      | 6                                      | 7                                      | 8                                      | 9                                      | 10                                     | 11                                     | 12                                     | Năm                                    |
| ------------------------------------------ | -------------------------------------- | -------------------------------------- | -------------------------------------- | -------------------------------------- | -------------------------------------- | -------------------------------------- | -------------------------------------- | -------------------------------------- | -------------------------------------- | -------------------------------------- | -------------------------------------- | -------------------------------------- | -------------------------------------- |
| Trung bình ngày tối đa °C (°F)             | −19.4 (−2.9)                           | −12.0 (10.4)                           | −2.9 (26.8)                            | 8.2 (46.8)                             | 17.0 (62.6)                            | 22.8 (73.0)                            | 24.5 (76.1)                            | 22.2 (72.0)                            | 15.7 (60.3)                            | 5.8 (42.4)                             | −8.1 (17.4)                            | −18.0 (−0.4)                           | 4.7 (40.4)                             |
| Trung bình ngày °C (°F)                    | −28.1 (−18.6)                          | −22.5 (−8.5)                           | −12.3 (9.9)                            | 0.6 (33.1)                             | 8.9 (48.0)                             | 15.0 (59.0)                            | 17.6 (63.7)                            | 15.0 (59.0)                            | 7.3 (45.1)                             | −2.1 (28.2)                            | −16.3 (2.7)                            | −25.8 (−14.4)                          | −3.6 (25.6)                            |
| Tối thiểu trung bình ngày °C (°F)          | −34.7 (−30.5)                          | −30.9 (−23.6)                          | −21.5 (−6.7)                           | −7.2 (19.0)                            | −0.2 (31.6)                            | 6.6 (43.9)                             | 11.0 (51.8)                            | 8.9 (48.0)                             | 0.8 (33.4)                             | −8.4 (16.9)                            | −22.7 (−8.9)                           | −31.6 (−24.9)                          | −10.8 (12.5)                           |
| Lượng Giáng thủy trung bình mm (inches)    | 4.4 (0.17)                             | 3.2 (0.13)                             | 6.3 (0.25)                             | 16.8 (0.66)                            | 24.4 (0.96)                            | 79.1 (3.11)                            | 112.4 (4.43)                           | 110.0 (4.33)                           | 46.3 (1.82)                            | 19.2 (0.76)                            | 8.8 (0.35)                             | 7.1 (0.28)                             | 438.0 (17.24)                          |
| Độ ẩm tương đối trung bình (%)             | 76                                     | 72                                     | 63                                     | 53                                     | 51                                     | 68                                     | 77                                     | 81                                     | 73                                     | 66                                     | 74                                     | 78                                     | 69                                     |
| Nguồn: China Meteorological Administration |                                        |                                        |                                        |                                        |                                        |                                        |                                        |                                        |                                        |                                        |                                        |                                        |                                        |

## Phân cấp hành chính
Căn Hà được chia thành 4 nhai đạo, 3 trấn và 1 hương dân tộc.

### Nhai đạo
- Hà Đông (河东街道)
- Hà Tây (河西街道)
- Sâm Công Lộ (森工路街道)

### Trấn
- Kim Hà (金河镇)
- A Long Sơn (阿龙山镇)
- Mãn Quy (满归镇)

### Hương dân tộc
- Hương dân tộc Ngạc Ôn Khắc (Evenk) Ngao Lỗ Cổ Nhã (敖鲁古雅鄂温克族乡)

## Văn hóa
Một số lượng nhỏ những người Evenk chăn nuôi tuần lộc vẫn sinh sống trong hương dân tộc Ngao Lỗ Cổ Nhã của thành phố.